# قيلة إحليلية
القيلة الإحليلية (بالإنجليزية: Urethrocele)‏ هي تدلي إحليل الأنثى إلى المهبل، حيث يؤدي ضعف الأنسجة التي تمسك الإحليل في مكانه إلى بروزه في المهبل. وغالبًا ما تحدث القيلة الإحليلية مع القيلة المثانية (التي تشمل المثانة البولية وكذلك الإحليل). وفي هذه الحالة، المصطلح المستخدم هو قيلة مثانية إحليلية (بالإنجليزية: cystourethrocoe)‏.

## السبب
غالبًا ما تحدث القيلة الإحليلية نتيجة للضرر الذي لحق بالهياكل الداعمة لأرضية الحوض، ويمكن أن تحدث بعد العلاج من السرطانات النسائية. وغالبًا ما تحدث الإصابة الإحليلية أثناء الولادة، وحركة الجنين عبر المهبل مما يتسبب في إضرار الأنسجة المحيطة. وعندما تحدث في النساء اللواتي لم ينجبن أبدًا، قد تكون نتيجة لضعف خلقي في أنسجة قاع الحوض.

## الأعراض
لا يوجد في كثير من الأحيان أي أعراض مرتبطة بالقيلة الإحليلية. وعندما تكون موجودة، تشمل الأعراض سلس البول التوتري، وزيادة تكرار التبول، واحتباس البول (صعوبة في إفراغ المثانة)، وقد يحدث أيضا ألم أثناء الجماع.

## العلاج
يتم علاج القيلة الإحليلية جراحيًا. ويتم إصلاح الإحليل لمعالجة الأعراض، مثل الضغط على جدار المهبل من حركة تلك الأعضاء، وصعوبة التبول، وسلس البول، والجماع المؤلم.
ولا يُعرَف الكثير عن مدى نجاح العملية الجراحية مع مرور الوقت. ويقول بعض الخبراء أن ما يصل إلى 20 من أصل 100 امرأة يحدث لديهم تدلي آخر (تكرار) للمثانة أو الإحليل بعد الجراحة.

## المضاعفات
بما أن القيلة الإحليلية تسبب صعوبة في التبول، فقد يؤدي ذلك إلى التهاب المثانة.